# قائمة أنواع الجرذاوية الكنغرية
تضم قبيلة الجرذاوية الكنغرية الحيوانية 23 نوعاً من القوارض مقسمة على جنسين كالتالي:

## جنس الجرذ الكنغري
يضم جنس الجرذ الكنغري 21 نوعاً التالية:
- جرذ كنغري أوردي (الاسم العلمي:Dipodomys ordii)
- جرذ كنغري بنامنتي (الاسم العلمي:Dipodomys panamintinus)
- جرذ كنغري تكساني (الاسم العلمي:Dipodomys elator)
- جرذ كنغري ثقيل الأرجل (الاسم العلمي:Dipodomys gravipes)
- جرذ كنغري جزيري (الاسم العلمي:Dipodomys insularis)
- جرذ كنغري ستيفنسي (الاسم العلمي:Dipodomys stephensi)
- جرذ كنغري صحراوي (الاسم العلمي:Dipodomys deserti)
- جرذ كنغري صغير العيون (الاسم العلمي:Dipodomys microps)
- جرذ كنغري ضيق الوجه (الاسم العلمي:Dipodomys venustus)
- جرذ كنغري عملاق (الاسم العلمي:Dipodomys ingens)
- جرذ كنغري سانت جواكيني (الاسم العلمي:Dipodomys nitratoides)
- جرذ كنغري فيلي (الاسم العلمي:Dipodomys elephantinus)
- جرذ كنغري فيليبسي (الاسم العلمي:Dipodomys phillipsii)
- جرذ كنغري كاليفورني (الاسم العلمي:Dipodomys californicus)
- جرذ كنغري مارغاريتي (الاسم العلمي:Dipodomys margaritae)
- جرذ كنغري مريامي (الاسم العلمي:Dipodomys merriami)
- جرذ كنغري مكتنز (الاسم العلمي:Dipodomys compactus)
- جرذ كنغري منظاري (الاسم العلمي:Dipodomys spectabilis)
- جرذ كنغري نشيط (الاسم العلمي:Dipodomys agilis)
- جرذ كنغري نيلسوني (الاسم العلمي:Dipodomys nelsoni)
- جرذ كنغري هيرماني (الاسم العلمي:Dipodomys heermanni)
- جرذ كنغري دولزوري (الاسم العلمي:Dipodomys simulans)

## جنس الفأر الكنغري
يضم جنس الفأر الكنغري النوعين التاليين:
- فأر كنغري كبير الرأس (الاسم العلمي:Microdipodops megacephalus)
- فأر كنغري باهت (الاسم العلمي:Microdipodops palllidus)